# Vasile Andrei
Vasile Andrei (ur. 28 lipca 1955 w Albești) – rumuński zapaśnik walczący przeważnie w stylu klasycznym. Trzykrotny olimpijczyk. Złoty medalista z Los Angeles 1984 i brązowy w Moskwie 1980. Szósty w Los Angeles 1984 w stylu wolnym i odpadł w eliminacjach w Seulu 1988. Startował w kategorii 100-plus 100 kg.
Sześciokrotny uczestnik mistrzostw świata; srebrny medalista w 1982 i 1986 a brązowy w 1987. Do jego osiągnięć należą również trzy medale na mistrzostwach Europy; w tym srebrny w 1980 i 1987. Ma w swoim dorobku także tytuł wicemistrza Uniwersjady w 1981 i czwarte miejsce w Pucharze Świata w 1982 roku.
- Turniej w Moskwie 1980

Wygrał z Refikiem Memiševiciem z Jugosławii i Nikołajem Bałboszynem z ZSRR, a przegrał z Romanem Bierłą i Georgi Rajkowem z Bułgarii.
- Turniej w Los Angeles 1984

Pokonał Karla-Johana Gustavssona ze Szwecji, Franza Pitschmanna z Austrii, Jeorjosa Pikilidisa z Grecji i Grega Gibsona z USA.
- Turniej w Los Angeles 1984 – styl wolny

Przegrał wszystkie walki, dwukrotnie z Bruce’em Baumgartnerem z USA i Turkiem Ayhanem Taşkınem.
- Turniej w Seulu 1988

Zwyciężył Gurama Gedekhauriego z ZSRR i Dušana Masára z Czechosłowacji, a przegrał z Jožefem Terteiem z Jugosławii i Andrzejem Wrońskim.